# Église Saint-Matthieu de Strasbourg
Pour les articles homonymes, voir Église Saint-Matthieu.
L'église Saint-Matthieu est une église protestante luthérienne française, construite après la Seconde Guerre mondiale, au carrefour du boulevard d'Anvers et de la rue d'Ostende, au sud-est du quartier du Conseil des XV à Strasbourg.
Elle s'inscrit, avec son campanile, dans la perspective du boulevard d'Anvers.

## Historique
Au cours des années 1950, la construction de nouveaux quartiers (Rotterdam, quai des Belges, Esplanade) et l'afflux de populations venues des campagnes, amenèrent l'Église de la Confession d'Augsbourg d'Alsace et de Lorraine (ECAAL) à installer une filiale de la paroisse Saint-Guillaume au 2, rue du Conseil des XV, dans un immeuble du Chapitre de Saint-Thomas, pour rassembler les luthériens du quartier, identifier les protestants parmi les nouveaux habitants des cités et édifier une nouvelle communauté.
Dès 1961, le directoire de cette église y transférait un poste pastoral autonome, créant ainsi une nouvelle paroisse placée sous le vocable de Saint-Matthieu et y nommait le pasteur Ernest Mathis. Celui-ci, avec l'aide du noyau déjà constitué, lançait un travail de prospection dans les cités voisines qui permettait de recenser environ 3 000 protestants. La décision était alors prise de construire un centre paroissial pour accueillir la nouvelle communauté, comprenant église, salles paroissiales, logement de gardien et garages, ainsi qu'un presbytère de deux logements. Une association était créée à cet effet : l'Association de construction de l'église protestante Saint-Matthieu. Pour le franc symbolique, la ville de Strasbourg cédait un vaste terrain, bien situé à l'extrémité du boulevard d'Anvers. La collecte des fonds nécessaires fut plus laborieuse. Les deux inspections de Colmar et de Wissembourg parrainèrent le projet et des équipes volantes sillonnèrent les paroisses pour recueillir des dons.
Un concours international d'architectes fut lancé en France, Suisse alémanique, Bade-Wurtemberg et Palatinat, à partir d'un cahier des charges très précis établi par l'association de construction et le conseil presbytéral. Le permis de construire était obtenu le 4 novembre 1964 et les travaux débutèrent le 21 novembre 1965 avec la pose de la première pierre, le temps de compléter le financement.
La confirmation à la Pentecôte 1966 sera le premier culte célébré dans une église encore inachevée. Celle-ci sera consacrée le 8 octobre 1966 par l'inspecteur ecclésiastique Edmond Basset, en présence du président du Directoire, Étienne Jung, du pasteur Mathis, de Pierre Pflimlin, maire de Strasbourg, du sénateur Kistler, du député Rickert et du directeur du bureau des cultes, M. Ernewein. La prédication sera donnée par le pasteur Albert Ely, représentant de la Fédération luthérienne mondiale et par le pasteur Théo. Pfrimmer. Mais le presbytère ne fut achevé que le 19 mai 1967.
En 1983, la paroisse Saint-Matthieu s'est vu confier par le directoire de l'ECAAL le quartier du Port du Rhin, avec sa chapelle dite de « La rencontre ».
Depuis le décret du 16 novembre 1993 qui a refondu les circonscriptions territoriales de l'ECAAL, la paroisse Saint-Matthieu fait partie du consistoire de la Robertsau et de l'inspection de Strasbourg.

## Le centre paroissial
Le projet établi par l'architecte zurichois Carl Hintermann avait été retenu par le jury, parmi les 25 présentés au terme du concours international. Pour des problèmes administratifs, c'est un architecte strasbourgeois, Willy Grossmann, qui sera finalement chargé d'exécuter ce projet. Les travaux seront réalisés par l'entreprise Ernest Jockers et Cie de Koenigshoffen.
Entreprise avec un an de retard par rapport au permis de construire, la construction a été menée rondement, en dépit des difficultés du terrain. S'agissant en effet d'une ancienne carrière, il a été nécessaire d'installer quelque 70 piliers en béton de plus d'un mètre de diamètre pour soutenir l'édifice.
Le bâtiment est de style résolument contemporain et en béton. Au-dessus d'un sous-sol contenant un logement de gardien, des salles de réunion, des toilettes et des garages,le tout ouvrant sur une cour intérieure, un étage regroupe sous un même toit, assez plat, l'église proprement dite, deux grandes salles paroissiales, un bureau, une cuisine et des toilettes, commandés par un vaste hall d'entrée. Un peu à l'écart se dresse un campanile structuré par quatre colonnes de béton, haut de 30 mètres et terminé par une croix, contenant trois cloches.
La salle de culte est couverte par un haut plafond de bois et présente des murs peints en blanc, avec une frise de vitraux colorés au sommet. D'une contenance d'une centaine de personnes, elle peut s'étendre dans les deux salles paroissiales grâce à des cloisons escamotables, pouvant alors accueillir 400 personnes.
Au fond du chœur de l'église se dresse de bas en haut un vitrail représentant la Résurrection du Christ, œuvre de Tristan Ruhlmann. Devant est disposé un autel de pierre, taillé dans un seul bloc, provenant des carrières d'Euville, près de Commercy. Côtés ouest et Est, des vitraux abstraits éclairent la nef.
L'entrée de l'édifice se fait par une lourde porte d'acier et de verres colorés annonçant le grand vitrail du chœur.

## Pasteurs
Les pasteurs responsables de la paroisse Saint-Matthieu furent successivement :
- le pasteur Ernest Mathis, inspecteur ecclésiastique et membre du Directoire,
- le pasteur Jean-Daniel Wohlfahrt,
- le pasteur Pascal Hickel,
- le pasteur Thomas Wild,
- le pasteur Alice Bodi-Duport,
- le pasteur Yrsa Thordardottir,
- le pasteur Bettina Cottin (2015-[2]).

## Orgue
L'orgue actuel a été construit en 1976 par Georges Émile Walther. Il remplace un instrument « expérimental » fourni par la maison Muhleisen.

## Certification environnementale de la paroisse
En 2013, la paroisse Saint-Matthieu de Strasbourg s'est engagée dans une démarche « Coq vert ». Il s'agit d'un label environnemental qui se fixe comme objectif de réduire la consommation d’électricité, de chauffage,
d’eau, de papier, voire de déchets, des bâtiments paroissiaux. Elle résulte d’une initiative œcuménique qui a
vu le jour dans le Bade-Wurtemberg, Der Grüne Gockel. Le projet de la paroisse Saint-Matthieu a été lancé en septembre 2013 à l’occasion d’une célébration du Temps de la Création (période comprise entre le 1er septembre et le 4 octobre). L'équipe environnement comportait six personnes de la paroisse, et a été suivie par un auditeur en environnement du Coq vert. Le projet a permis de constater des améliorations possibles du fonctionnement de la chaudière, de l'isolation thermique de la grande salle, et de l'usage des locaux pour certaines activités en fonction du nombre de participants. Le « Coq Vert » remplit les conditions fixées par les règles de l'audit écologique européen EMAS, il est adapté aux besoins des paroisses.